# St. Bartholomäus (Stressenhausen)

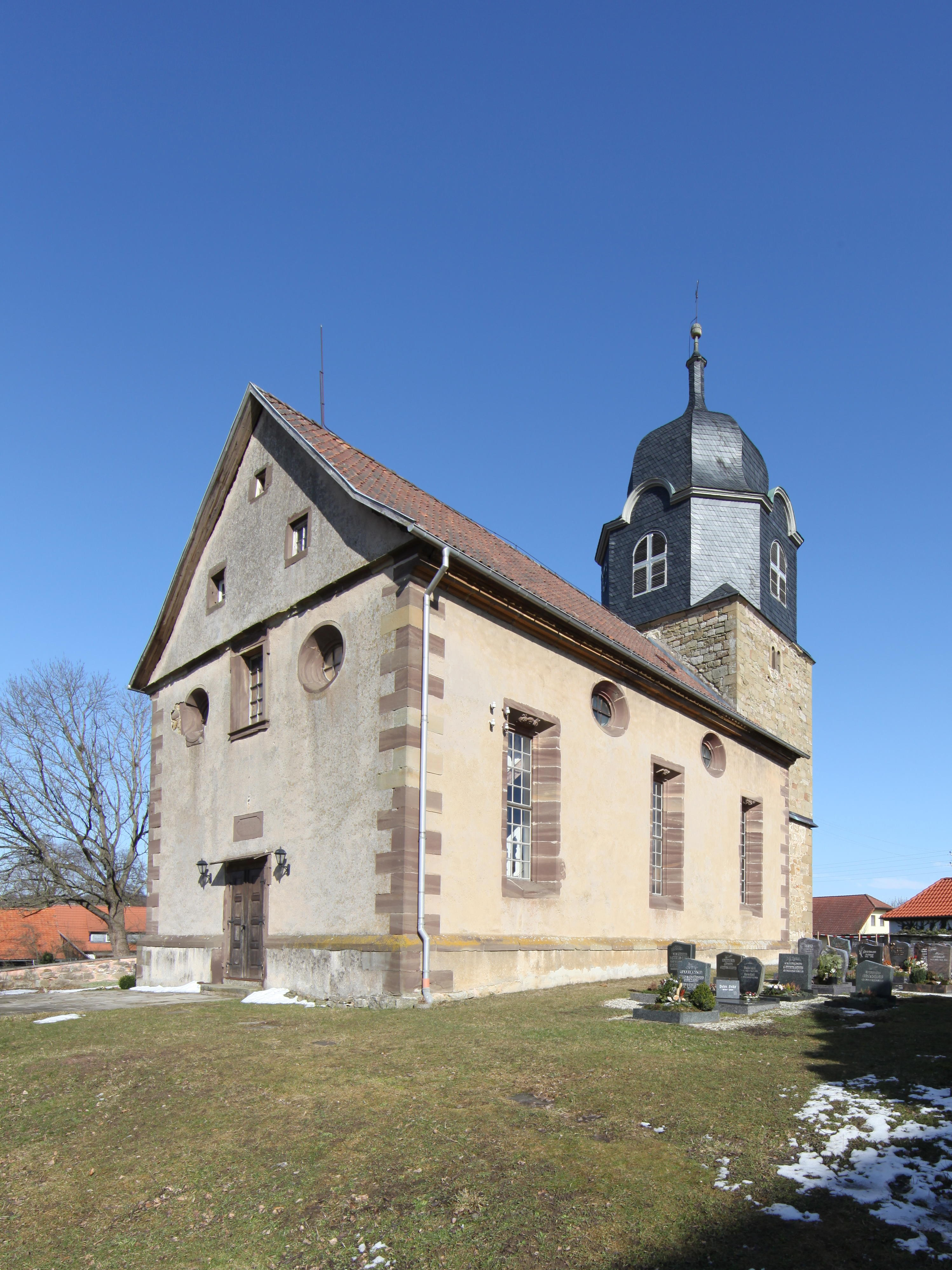
St. Bartholomäus in Stressenhausen

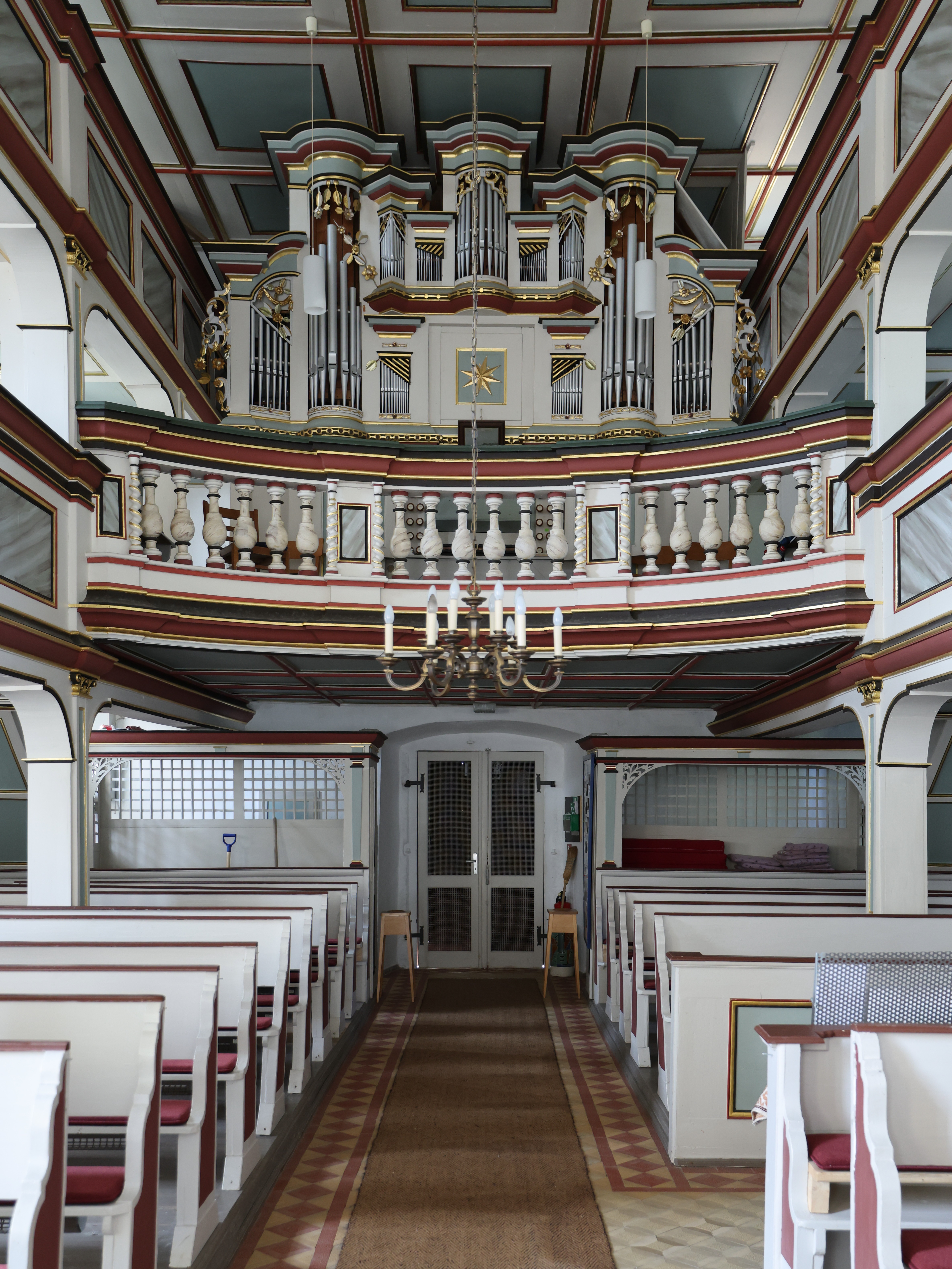
Orgel

Die evangelisch-lutherische Kirche St. Bartholomäus in Stressenhausen, einem Ortsteil der Gemeinde Straufhain im Landkreis Hildburghausen (Thüringen), ist eine typische Chorturmkirche, die aus der romanisch-gotischen Zeit stammt. Das Kirchenschiff des denkmalgeschützten Bauwerks entstand 1719/20.

## Baugeschichte
Der Kirchturm hat im ersten Obergeschoss schmale, rechteckige Öffnungen, im zweiten Obergeschoss sind noch an der Ost- und Südseite Rundbogenfenster auf Mittelpfeilern vorhanden. Der obere Kirchturmabschluss mit einem beschieferten, achteckigen Geschoss und Rundbogenfenstern sowie geschweifter Kuppel entstand im 18. Jahrhundert. Der Altarraum im Turmsockel hat einen quadratischen Grundriss mit fünf Meter Kantenlänge. Er wird von einem Gewölbe mit kehlprofilierten Rippen mit Schlussstein und Rosette überspannt. Die Sakristei an der Nordseite hat ein rippenloses Kreuzgewölbe.
Das heutige, 14 Meter lange und fast neun Meter breite Kirchenschiff entstand 1719/20 und ist durch einen Triumphbogen vom Chor getrennt. Seine Fassade ist auf den Längsseiten durch je drei große rechteckige Fenster gekennzeichnet, zwischen denen oben ovale Fenster angeordnet sind. Das Eingangsportal, von zwei dorischen Säulen eingerahmt, befindet sich auf der Giebelseite. Darüber sind eine Bauinschrift sowie zwei ovale und ein rechteckiges Fenster vorhanden. Das Kircheninnere ist durch zweigeschossige Emporen an der Nord- und Südseite und eine eingeschossige Empore an der Westseite mit der Orgel geprägt. Diese wurde von Heinrich Salomo Henne aus Hildburghausen um 1800 gebaut.
Die am südlichen Pfeiler des Triumphbogens auf einer Mittelsäule stehende, steinerne Kanzel wird auf das 17. Jahrhundert datiert. Rundbogenblenden und Kreisbogenfriese verzieren sie. Der Schalldeckel hat an den sechs Seiten des Achtecks Engelsköpfe an den Ecken und Evangelistenfiguren sowie die Figur Christi in der Strahlensonne. Das Treppengeländer ist durch geschnitzte Ornamente, zwischen den Füllungen Blumengehänge, mittendrin eine kleine geschnitzte Engelsfigur, geschmückt.